# Équipe de France de beach soccer en 2014
Maillots
La saison 2014 de l'équipe de France de beach soccer commence par deux matchs amicaux face à l'Angleterre. Les Bleus disputent ensuite deux rencontres amicales en avril à Balaruc-les-Bains, puis deux autres en Hongrie en mai. Ils enchaînent avec une étape du Championnat d'Europe les 20, 21 et 22 juin, avant la phase finale mi-août. Du 4 au 14 septembre ont lieu en Italie les éliminatoires du Mondial 2015 programmé au Portugal.

## Objectifs
Du 4 au 14 septembre, les Bleus visent, lors d'un tournoi en Italie, un ticket pour le Mondial 2015. Ils ambitionnent également l'une des six premières places lors du Championnat d'Europe, synonyme de qualification pour les Jeux européens 2015 de Bakou (Azerbaïdjan).

## Déroulement de la saison

### Matchs amicaux (mars-avril-mai)
Le Parc des expositions de Rennes est le théâtre de la reprise de la sélection nationale de Beach Soccer fin mars 2014. Le sélectionneur Stéphane François et ses joueurs jouent deux oppositions face aux Anglais, quelques mois après leur retour en Division A. « C’est avant tout l’opportunité d’essayer six nouveaux joueurs. Nous avons la possibilité de les tester lors de ces deux matches amicaux. Nous sommes toujours dans la formation d’un groupe ». Les noms de deux anciens professionnels de football à onze retiennent l’attention : Yannick Fischer joue depuis plusieurs années, à l’inverse de Ronan Le Crom pour qui se sont les premiers matchs. « Ronan va apporter son expérience et cela ne peut être que positif pour le jeune Salim Ben Boina ». Cette première opposition se solde par une victoire tricolore 7-5, après des réalisations signées Mickaël Pagis (doublé), Christopher Lauthe, Anthony Barbotti et Stéphane François, auteur d'un triplé. La sélection nationale de Beach Soccer s'impose de nouveau le lendemain (5-3). Les réalisations françaises sont signées François, Herry (auteur d'un doublé), Pagis et Barbotti. Bowes inscrit de son côté les trois buts anglais.
Du lundi 14 au vendredi 18 avril, la sélection nationale de Beach Soccer est réunie en stage à Balaruc-les-Bains (Hérault). À cette occasion, les joueurs de Stéphane François disputent une double confrontation amicale face à l'Espagne. Le premier match se solde par une défaite tricolore 3 buts à 1. Ce sont pourtant les Bleus qui ouvrent la marque dans le premier tiers-temps grâce à Didier Samoun (9e). Mais les Ibériques égalisent dans le second tiers-temps par Merida Raul (10e), avant de prendre l'avantage dans le troisième acte par l'intermédiaire de Llorenc (1re) et Juan Manuel (3e). À l'issue de la rencontre, Stéphane François positive malgré la défaite : « Il faut quand même rappeler que les Espagnols sont vice-champions du monde. Nous avons réussi à tenir jusqu'au dernier tiers-temps, en faisant jeu égal avec notre adversaire. Mais cela s'est joué sur des coups de pied arrêtés. Je suis content de notre prestation, je pense que nous sommes en progression. Il faut désormais continuer à travailler ». Les Bleus s'inclinent ensuite sur le plus petit des écarts à l'issue de la deuxième confrontation (6-5). À l'issue du premier tiers-temps, la France est menée 3-2 après une entame difficile. Les Bleus rééquilibrent les débats par la suite. Finalement, Mickaël Pagis signe un triplé, Julien Soares et Didier Samoun étant les autres buteurs français. Chez les Ibériques, Llorenc et Juan Ma s'offrent un doublé chacun tandis que Raul Merida et Pajon Daniel concluent une fois.
La sélection nationale de Beach Soccer dispute le 7 mai au Globall Football Park & Sporthotel de Telki en Hongrie le premier de ses deux matches amicaux face à l'équipe de Hongrie. Pour cette première manche face à la 11e nation européenne, juste derrière les Bleus, les hommes de Stéphane François l'emporte sur le score de 5 buts à 2. À la fin du premier tiers temps, les Tricolores mènent 1-0, grâce à une réalisation signée François. Ils encaissent ensuite un but lors du second, mais en inscrivent trois de plus grâce à Thierry Noto Campanella (x2) et Didier Samoun. Lors du troisième et dernier tiers temps, la défense française cède une nouvelle fois, tandis que l'attaque fait trembler les filets une dernière fois par l'intermédiaire de Mickaël Pagis. Le second match disputé le lendemain s'est également conclue sur un succès tricolore (5-4) malgré une rencontre plus serrée. Les buts français sont inscrits par Julien Soares et Mickaël Pagis (1er tiers temps), Didier Samoun (2e tiers temps) et Thierry Noto Campanella et Pagis à nouveau (3e tiers temps).

### Championnat d'Europe (juin-août)
Pour la première étape de l'Euro Beach Soccer League à Catane (Italie). Pour leur premier rendez-vous, les Tricolores sont opposés à la Russie, championne du Monde en titre. Ils s'inclinent 6 buts à 2. Les buts français sont marqués par Didier Samoun dans le premier tiers-temps, et Mickaël Pagis dans le troisième.
Pour le second match la France est opposée à l'Italie. Après l'ouverture du score par l'Italien Frainetti, Anthony Fayos égalise de la tête. Devant son public de Sicile, la Squadra reprend l'avantage par Spada, parti de son but pour aller doubler le score, confortant ensuite son avantage par Emanuele Zurlo. Samoun réduit la marque, mais les Bleus ne peuvent refaire leur retard. L'Italie s'installe en tête du groupe 1 avec 6 points car dans le même temps, les Pays-Bas dominent la Russie 4-3.
Face aux néerlandais et après deux revers, les Bleus dominent le match. Avant le coup d'envoi, la France n'a déjà plus la possibilité de refaire son retard pour remporter cette première étape. C'est l'Italie, victorieuse 2-1 de la Russie qui décroche finalement la première place du groupe A. En marquant en fin de première période et en début de seconde, Didier Samoun met rapidement le groupe tricolore sur de bons rails ; mais Fong et Kaleveld permettent aux Bataves, vainqueurs la veille des Champions du Monde russes, d'égaliser. Dans la foulée, Jérémy Bru fait repasser les Bleus devant au tableau d'affichage. Le suspense se poursuit après un but de Tosch (3-3), mais Bru et Samoun assurent la victoire 5-3 des Bleus.
La France s'impose (7-3) face à la Suisse lors de sa première rencontre dans la 2e étape de l'Euro Beach Soccer League, organisée à Sopot en Pologne. Les choses commencent plutôt bien pour les Bleus, puisque Didier Samoun ouvre la marque. La Suisse réagit cependant et frappe à deux reprises, menant 2-1 à la fin du premier tiers-temps. Dans la deuxième manche, les Bleus réalisent un nouveau départ intéressant, en égalisant par Anthony Fayos, qui s'offre un doublé et donne une petite avance à son équipe (3-2). Lors de la dernière période, la France creuse l'écart et l'emporte finalement largement 7-3, le dernier but ayant été inscrit par François, sélectionneur-joueur de l’Équipe de France.
Les Bleus s'incline (6-3) ensuite face à l'Espagne au cours de sa deuxième rencontre. À la fin de la première période, les Bleus mènent grâce à une nouvelle réalisation de Didier Samoun. À l'issue de la deuxième, les deux formations sont à égalité, 3-3 et les Espagnols s'imposent finalement 6-3.
La France s'incline (4-1) face à l'Ukraine au cours de sa troisième et dernière rencontre.
La France n'est pas qualifiée pour la Superfinale.

### Qualification pour la Coupe du monde 2015 (septembre)
Pour les qualifications pour la Coupe du monde 2015, la France est versée dans le groupe D en compagnie de la Suisse, l'Estonie et la Slovaquie qu'elle rencontre entre le 5 et le 14 septembre.
Pour ses débuts en éliminatoires de la Coupe du monde 2015 à Jesolo près de Venise en Italie, la sélection nationale de Beach Soccer prend un bon départ en s'imposant face à l'Estonie. Dès la 3e minute, le capitaine et sélectionneur Stéphane François montre l’exemple en ouvrant le score d'une volée croisée, imité quelques minutes plus tard par Jérémy Basquaise. Dans le deuxième tiers-temps, les Bleus parviennent à inscrire deux nouveaux buts, par l'intermédiaire de Christopher Lauthe et Basquaise. Dans le troisième et dernier tiers, les Estoniens réussissent à réduire l'écart (4-1) mais n'empêchent pas les Tricolores de démarrer leurs qualifications par une victoire.
Les Bleus enchaînent une seconde victoire en dominant largement la Slovaquie (10-3). Grâce à un jeu collectif plus abouti, les Tricolores à égalité (2-2) à l'issue du premier tiers-temps fait la différence lors des deux autres périodes en inscrivant huit buts grâce notamment à deux triplés signés Mickaël Pagis et Nasser Boucenna.
Face une formation suisse, 8e nation mondiale en 2013 et victorieuse de l'Euro 2012, Stéphane François et ses joueurs savent que la tâche s'annonçait ardue. Avec leur billet pour la deuxième phase qualificative déjà en poche avant ce duel décisif pour la première place du groupe D, les Tricolores, en confiance après leurs deux premiers succès, ont cependant à cœur de créer la surprise. Les Helvètes en décident autrement en réalisant une première période de haute tenue et en infligeant aux Français un sévère 5-0 après les douze premières minutes de jeu, grâce notamment à un triplé de leur star Dejan Stanković. Le deuxième tiers-temps est beaucoup plus accroché, mais les Suisses se mettent à l'abri en marquant un nouveau but par Stankovic tandis que les Tricolores ne trouvent toujours pas la faille. Lors de la troisième période, deux réalisations en trois minutes, signées Didier Samoun et Mickaël Pagis, relancent l'espoir d'un retour du côté français. Mais la Nati porte le tableau d'affichage à 7-2 juste avant le coup de sifflet final.
Qualifié pour la deuxième phase de ces éliminatoires et opposés d'abord à l'Ukraine, les Bleus s'inclinent 5-1. Ils affrontent ensuite l'Espagne et la Turquie. Seuls les premiers de groupe valident leur place en demi-finale et son billet pour le Mondial.
Face à l'Espagne et après un penalty manqué par Sébastien Sansoni, ce sont les Espagnols qui ouvrent la marque en fin de premier tiers-temps. Kuman ouvre le score et les Bleus égalisent dans la foulée sur un penalty transformé par Didier Samoun. Samoun donne l'avantage aux siens en seconde période avant que Sansoni n'aggrave le score de la tête. L'Espagne parvient cependant à réduire la marque par Antonio Mayor avant que Jérémy Basquaise ne profite d'une mauvaise relance adverse pour placer le cuir dans la lucarne. Raul Merida, sur coup franc, puis Chyki remettent les Ibériques sur les bons rails. La décision se fait dans le troisième tiers-temps. Après l'expulsion de Robin Gasset, c'est Llorenç qui offre la victoire aux hommes de Joaquin Alonso.
Pour leur troisième et dernier match de la seconde phase des qualifications, les Français sont opposés à la Turquie. Ce sont les Turcs qui ouvrent la marque dans le premier tiers-temps avant l'égalisation d'Anthony Barbotti. Le match reste indécis jusqu'au bout, mais ce sont finalement les orientaux qui arrachent la victoire en fin de dernier tiers-temps. Derniers de leur groupe avec aucun point, les Bleus ne sont pas qualifiés pour la Coupe du monde et disputent deux derniers matches de classement pour tenter de finir au mieux à la treizième place.
Pour cette rencontre face à la Pologne, les Tricolores encaisse le premier but comme lors de leurs trois dernières rencontres. Les Bleus égalisent grâce à Anthony Barbotti avant le second tiers-temps puis doublent la mise sur une frappe de Didier Samoun. Puis, Christopher Lauthe donne deux buts d'avance aux siens en tout de fin de tiers-temps. Witold Ziober marque ensuite son deuxième et troisième but du match et permet à son équipe de revenir à la marque. Un but contre-son-camp puis Barbotti remettent les Français devant avant que Boguslaw Saganowski ne réduise la marque, sans conséquence (5-4) Pour la treizième place, les Bleus doivent se mesurer à l'Azerbaïdjan.
Cette dernière rencontre de classement face à l'Azerbaïdjan est à l'image de leur tournoi : de bonne facture mais insuffisante. Les Bleus encaissent une dernière fois le premier but avant que Mickaël Pagis n'égalise rapidement. Mais les Azeris reprennent l'avantage en fin de premier tiers-temps réussissent à se mettre à l'abri en inscrivant, à sept minutes de la fin, un troisième et dernier but (1-3). La France ponctue donc ces éliminatoires au 14e rang.

## Joueurs et encadrement

### Staff technique
Le sélectionneur est Stéphane François, aidé de son adjoint Grégoire Sorin et du préparateur physique Philippe Lambert. L'aspect médical comprend le kinésithérapeute Eric Parola et le médecin Hervé Collado. Le tout est coordonné par Alain Porcu, président de la Ligue régional de la Méditerranée et le manager Joël Cantona.

### Effectif utilisé
| N° | Poste | Nom                     | Date de naissance | Club                      | En sélection depuis | Sél. | Buts | MJ | BM |
| -- | ----- | ----------------------- | ----------------- | ------------------------- | ------------------- | ---- | ---- | -- | -- |
| 1  | G     | Salim Ben Boina         | 19 juillet 1991   | Marseille BT              | 2012                |      |      | 10 |    |
| 16 | G     | Robin Gasset            | 12 février 1981   | Montpellier Hérault BS    | 2011                | 36   | 0    | 4  |    |
| 21 | G     | Ronan Le Crom           | 13 mars 1974      | sans club                 | 2014                | 20   | 0    | 20 | -  |
| 2  | D     | Yannick Fischer         | 17 décembre 1974  | FC Saint-Médard-en-Jalles | 2014                | 18   | 1    | 18 | 1  |
| 8  | D     | Stéphane François       | 11 avril 1976     | Terracina BS              | 2005                |      |      | 20 | 8  |
|    | D     | Léo Grandon             | 21 février 1995   | Grande-Motte PBS          | 2014                | 4    | 0    | 4  | -  |
|    | D     | Anziz Mansoibou         | 3 septembre 1987  | Marseille BT              | 2011                |      |      | 8  |    |
| 18 | D     | Sébastien Sansoni       | 30 janvier 1978   | Marseille Endoume         | 2005                |      |      | 8  |    |
|    | D/M   | Julien Soares           | 22 octobre 1988   | Montpellier HBS           | 2010                | 30   | 8    | 6  | 2  |
| 14 | M     | Nasser Boucenna         | 9 janvier 1978    | Toulon TE                 | 2013                |      |      | 20 | 3  |
| 7  | M     | Jérémy Basquaise        | 21 septembre 1985 | US Sainte-Marienne        | 2006                |      |      | 8  | 4  |
| 6  | M     | Sébastien Huck          | 9 mars 1988       | Montpellier Hérault BS    | 2014                | 8    | 0    | 8  | -  |
| 12 | M     | Christopher Lauthe      | 25 novembre 1985  | Marseille 12e             | 2014                | 20   | 5    | 20 | 5  |
|    |       | Paul-Mickael Costanzo   |                   | Beach soccer audiernais   | 2014                | 2    | 0    | 2  | -  |
|    |       | Jonathan Herry          |                   | AS Frontignan AC          | 2013                |      |      | 2  | 2  |
| 10 | A     | Anthony Barbotti        | 8 mars 1988       | Grande-Motte PBS          | 2011                | 30   | 14   | 18 | 7  |
|    | A     | Jérémy Bru              | 29 novembre 1989  | Marseille BT              | 2012                |      |      | 6  | 2  |
|    | A     | Thierry Noto Campanella |                   | Marseille 12e             | 2014                | 2    | 3    | 2  | 3  |
|    | A     | Anthony Fayos           | 28 octobre 1986   | Montpellier Hérault BS    | 2010                | 42   | 12   | 6  | 3  |
| 9  | A     | Mickael Pagis           | 17 août 1973      | sans club                 | 2010                |      |      | 20 | 17 |
| 5  | A     | Didier Samoun           | 28 août 1980      | Marseille 12e             | 2003                |      |      | 20 | 16 |

### Effectifs par rassemblement
| P | Nom                     | [ 5 ]             | [ 25 ] | [ 26 ] | EBSL | élim. CdM 2015 | TT |
| - | ----------------------- | ----------------- | ------ | ------ | ---- | -------------- | -- |
| G | Salim Ben Boina         | X                 |        |        | X    | X              | 3  |
| G | Robin Gasset            |                   | X      | X      |      | X              | 3  |
| G | Ronan Le Crom           | X                 | X      | X      | X    | X              | 5  |
| D | Yannick Fischer         | X                 |        | X      | X    | X              | 4  |
| D | Stéphane François       | X                 | X      | X      | X    | X              | 5  |
| D | Sébastien Sansoni       |                   |        |        |      | X              | 1  |
| M | Jérémy Basquaise        |                   |        |        |      | X              | 1  |
| M | Nasser Boucenna         | X                 | X      | X      | X    | X              | 1  |
| M | Léo Grandon             | X                 | X      |        |      |                | 2  |
| M | Jonathan Herry          | X                 |        |        |      |                | 1  |
| M | Sébastien Huck          |                   |        |        |      | X              | 1  |
| M | Christopher Lauthe      | X                 | X      | X      | X    | X              | 5  |
| M | Anthony Fayos           |                   |        |        | X    |                | 1  |
| M | Julien Soares           | X                 | X      | X      |      |                | 3  |
| A | Jérémy Bru              |                   |        |        | X    |                | 1  |
| A | Anthony Barbotti        | X                 | X      |        | X    | X              | 4  |
| A | Thierry Noto Campanella |                   |        | X      |      |                | 1  |
| A | Paul-Mickael Costanzo   |                   | X      |        |      |                | 1  |
| A | Anziz Mansoibou         |                   | X      |        | X    |                | 2  |
| A | Mickael Pagis           | X                 | X      | X      | X    | X              | 5  |
| A | Didier Samoun           | X                 | X      | X      | X    | X              | 5  |
| A | Nombre de joueurs       | Nombre de joueurs | 12     | 12     | 10   | 12             | 13 |

### Buteurs
| Joueurs                            | Nbr de but(s) |
| ---------------------------------- | ------------- |
| Pagis                              | 17            |
| Samoun                             | 16            |
| François                           | 8             |
| Barbotti                           | 7             |
| Lauthe                             | 5             |
| Basquaise                          | 4             |
| Noto Campanella, Boucenna et Fayos | 3             |
| Ju. Soares, Herry et Bru           | 2             |
| Fischer                            | 1             |
| n.c.                               | 2             |
| c.s.c                              | 1             |
| Total :                            | 76            |

## Matchs

### Calendrier
| Dates        | Lieu              | Adversaire  | Score  | Compétition            |
| ------------ | ----------------- | ----------- | ------ | ---------------------- |
| 26 mars      | Rennes            | Angleterre  | 7 – 5  | Amical                 |
| 27 mars      | Rennes            | Angleterre  | 5 – 3  | Amical                 |
| 15 avril     | Balaruc-les-Bains | Espagne     | 1 - 3  | Amical                 |
| 16 avril     | Balaruc-les-Bains | Espagne     | 5 - 6  | Amical                 |
| 7 mai        | Hongrie           | Hongrie     | 5 – 2  | Amical                 |
| 8 mai        | Hongrie           | Hongrie     | 5 – 4  | Amical                 |
| 20 juin      | Catane            | Russie      | 2 - 6  | EBSL - étape 1         |
| 21 juin      | Catane            | Italie      | 2 - 3  | EBSL - étape 1         |
| 22 juin      | Catane            | Pays-Bas    | 5 – 3  | EBSL - étape 1         |
| 27 juin      | Sopot             | Suisse      | 7 – 3  | EBSL - étape 2         |
| 28 juin      | Sopot             | Espagne     | 3 - 6  | EBSL - étape 2         |
| 29 juin      | Sopot             | Ukraine     | 1 - 4  | EBSL - étape 2         |
| 5 septembre  | Jesolo            | Estonie     | 4 - 1  | éliminatoires CdM 2015 |
| 7 septembre  | Jesolo            | Slovaquie   | 10 - 3 | éliminatoires CdM 2015 |
| 9 septembre  | Jesolo            | Suisse      | 2 - 7  | éliminatoires CdM 2015 |
| 10 septembre | Jesolo            | Ukraine     | 1 - 5  | éliminatoires CdM 2015 |
| 11 septembre | Jesolo            | Espagne     | 4 - 5  | éliminatoires CdM 2015 |
| 12 septembre | Jesolo            | Turquie     | 1 - 2  | éliminatoires CdM 2015 |
| 13 septembre | Jesolo            | Pologne     | 5 - 4  | éliminatoires CdM 2015 |
| 14 septembre | Jesolo            | Azerbaïdjan | 1 - 3  | éliminatoires CdM 2015 |

| Rang | Équipe | Pts | J  | G | N | P  | Bp | Bc | Diff |
| ---- | ------ | --- | -- | - | - | -- | -- | -- | ---- |
| #    | France | -   | 20 | 9 | 0 | 11 | 76 | 78 | -2   |

### Feuilles de match
| Match amical | France                               | 7 – 5 | Angleterre |                                |                                |
| 26 mars 2014 | Pagis · Lauthe · Barbotti · François |       | n.c.       | Parc des expositions de Rennes | Parc des expositions de Rennes |
| 26 mars 2014 | Rapport                              |       |            | Parc des expositions de Rennes | Parc des expositions de Rennes |

| Match amical | France                              | 5 – 3 | Angleterre |                                |                                |
| 27 mars 2014 | François · Herry · Pagis · Barbotti |       | Bowes      | Parc des expositions de Rennes | Parc des expositions de Rennes |
| 27 mars 2014 | Rapport                             |       |            | Parc des expositions de Rennes | Parc des expositions de Rennes |

| Match amical  | France  | 1 - 3 | Espagne                        |                   |                   |
| 16 avril 2014 | Samoun  |       | Raul Merida · Llorenc · Juanma | Balaruc-les-Bains | Balaruc-les-Bains |
| 16 avril 2014 | Rapport |       |                                | Balaruc-les-Bains | Balaruc-les-Bains |

| Match amical  | France                      | 5 - 6 | Espagne                                       |                   |                   |
| 17 avril 2014 | Pagis · Ju. Soares · Samoun |       | Llorenc · Juanma · Raul Merida · Pajon Daniel | Balaruc-les-Bains | Balaruc-les-Bains |
| 17 avril 2014 | Rapport                     |       |                                               | Balaruc-les-Bains | Balaruc-les-Bains |

| Match amical | Hongrie | 2 - 5 | France                                      |       |       |
| 7 mai 2014   | n.c.    |       | François · Noto Campanella · Samoun · Pagis | Telki | Telki |
| 7 mai 2014   | Rapport |       |                                             | Telki | Telki |

| Match amical | Hongrie | 4 - 5 | France                                        |       |       |
| 8 mai 2014   | n.c.    |       | Ju. Soares · Pagis · Samoun · Noto Campanella | Telki | Telki |
| 8 mai 2014   | Rapport |       |                                               | Telki | Telki |

| EBSL étape 1       | Russie  | 6 - 2 | France         |        |        |
| 20 juin 2014 17h15 | n.c.    |       | Samoun · Pagis | Catane | Catane |
| 20 juin 2014 17h15 | Rapport |       |                | Catane | Catane |

| EBSL étape 1       | Italie                    | 3 - 2 | France         |        |        |
| 21 juin 2014 18h30 | Frainetti · Spada · Zurlo |       | Fayos · Samoun | Catane | Catane |
| 21 juin 2014 18h30 | Rapport                   |       |                | Catane | Catane |

| EBSL étape 1       | Pays-Bas                | 3 - 5 | France       |        |        |
| 22 juin 2014 17h15 | Fong · Kaleveld · Tosch |       | Samoun · Bru | Catane | Catane |
| 22 juin 2014 17h15 | Rapport                 |       |              | Catane | Catane |

| EBSL étape 2       | France                                        | 7 – 3 | Suisse      |       |       |
| 27 juin 2014 13h15 | Samoun · Fayos · Lauthe · Barbotti · François |       | Ott · Misev | Sopot | Sopot |
| 27 juin 2014 13h15 | Rapport                                       |       |             | Sopot | Sopot |

| EBSL étape 2       | France        | 3 - 6 | Espagne |       |       |
| 28 juin 2014 13h15 | Samoun · n.c. |       | n.c.    | Sopot | Sopot |
| 28 juin 2014 13h15 | Rapport       |       |         | Sopot | Sopot |

| EBSL étape 2       | France  | 1 - 4 | Ukraine                                 |       |       |
| 29 juin 2014 13h15 | Samoun  |       | Illichov · Mozgovyy · Budzko · Voitenko | Sopot | Sopot |
| 29 juin 2014 13h15 | Rapport |       |                                         | Sopot | Sopot |

| Qualification Mondial 2015 - 1er tour | France                        | 4 - 1 | Estonie |        |        |
| 5 septembre 2014 14h00                | François · Basquaise · Lauthe |       | n.c.    | Jesolo | Jesolo |
| 5 septembre 2014 14h00                | Rapport                       |       |         | Jesolo | Jesolo |

| Qualification Mondial 2015 - 1er tour | France                                                       | 10 - 3 | Slovaquie             |        |        |
| 7 septembre 2014 14h00                | Pagis · François · Boucenna · Basquaise · Barbotti · Fischer |        | Kanyai · Bures · n.c. | Jesolo | Jesolo |
| 7 septembre 2014 14h00                | Rapport                                                      |        |                       | Jesolo | Jesolo |

| Qualification Mondial 2015 - 1er tour | Suisse           | 7 - 2 | France         |                                 |                                 |
| 9 septembre 2014 16h30                | Stankovic · n.c. |       | Pagis · Samoun | Jesolo Diffuseur : BeIN Sport 1 | Jesolo Diffuseur : BeIN Sport 1 |
| 9 septembre 2014 16h30                | Rapport          |       |                | Jesolo Diffuseur : BeIN Sport 1 | Jesolo Diffuseur : BeIN Sport 1 |

| Qualification Mondial 2015 - 2e tour | Ukraine                                  | 5 - 1 | France |        |        |
| 10 septembre 2014 12h45              | Budzko · Kostiantyn · Sborowski · Borsuk |       | Pagis  | Jesolo | Jesolo |
| 10 septembre 2014 12h45              | Rapport                                  |       |        | Jesolo | Jesolo |

| Qualification Mondial 2015 - 2e tour | Espagne                                               | 5 - 4 | France                                    |        |        |
| 11 septembre 2014 15h15              | Kuman · Antonio Mayor · Raul Merida · Chyki · Llorenç |       | Samoun · Pagis · Basquaise · Robin Gasset | Jesolo | Jesolo |
| 11 septembre 2014 15h15              | Rapport                                               |       |                                           | Jesolo | Jesolo |

| Qualification Mondial 2015 - 2e tour | France   | 1 - 2 | Turquie            |        |        |
| 12 septembre 2014 10h15              | Barbotti |       | Keskin · Terzioglu | Jesolo | Jesolo |
| 12 septembre 2014 10h15              | Rapport  |       |                    | Jesolo | Jesolo |

| Qualification Mondial 2015 - Match de classement | France                                       | 5 - 4 | Pologne             |        |        |
| 13 septembre 2014 9h00                           | Barbotti · Samoun · Lauthe · Wydmuszek (csc) |       | Ziober · Saganowski | Jesolo | Jesolo |
| 13 septembre 2014 9h00                           | Rapport                                      |       |                     | Jesolo | Jesolo |

| Qualification Mondial 2015 - 13e/14e place | Azerbaïdjan  | 3 - 1 | France |        |        |
| 14 septembre 2014 10h15                    | Sabir · Asif |       | Pagis  | Jesolo | Jesolo |
| 14 septembre 2014 10h15                    | Rapport      |       |        | Jesolo | Jesolo |